# Yahoo! Finance
Yahoo! Finance — провайдер финансовой информации, принадлежащий Yahoo! Один из главных поставщиков подобной информации в США с около 70 миллионов посетителей на май 2018 года по данным eBizMBA.

## Содержание
Yahoo! Finance предоставляет новости и справочную информацию по темам, связанным с бизнесом, финансами и экономикой. Справочная информация включает в себя котировки и рейтинги ценных бумаг, пресс-релизы и финансовые отчёты компаний. Сайт содержит тематические форумы и дискуссионные группы, а также предлагает ряд сервисов для управления персональной финансовой информацией.
Международные представительства сайта предлагают аналогичную информацию и сервисы по странам присутствия на их государственных языках.
В России Yahoo! Finance не представлен.

### Головная страница
- Официальный сайт Yahoo! Finance (США)  (англ.)

### Официальные представительства
- Австралия и Новая Зеландия
- Аргентина
- Бразилия
- Великобритания
- Германия
- Гонконг
- Индия
- Испания (альтернативный доступ)
- Италия
- Канада
- Китай (альтернативный доступ)
- Корея
- Мексика
- Сингапур
- Тайвань
- Франция
- Франкоговорящая Канада
- Япония